# Juan Vicens de la Llave
Juan Vicens de la Llave (Saragossa, 26 d'agost de 1895—Mèxic, 1959) va ser un bibliotecari espanyol lligat a la Institución Libre de Enseñanza, vocal del Patronat de les Misiones Pedagógicas, i gestor de biblioteques en el Comitè Nacional de Cultura Popular, que va morir a l'exili.

## Biografia
Juan Bautista Vicens de la Llave, fill d'un empresari de Saragossa, va estudiar filosofia i lletres en aquesta capital aragonesa. Ja a Madrid, va ser alumne a la Residencia de Estudiantes, on va fer amistat amb el seu col·lega aragonès, el llibreter León Sánchez Cuesta, amb qui muntaria a París la Librairie Espagnole.
El 1926 es casà amb María Luisa González, la primera dona que va estudiar a la Universitat de Salamanca i amb qui tindria dos fills. En aquest any decideix invertir la resta de l'herència familiar en la compra d'un molí de farina a Cifuentes que va convertir a la Fàbrica de Farines "La Soledad", indústria que vendria poc després als treballadors de la fàbrica per cent cinquanta mil pessetes (encara que només va cobrar una tercera part al comptat). Amb aquests diners va sanejar la situació econòmica de la llibreria de París, ampliant el seu fons i els serveis de biblioteca circulant en espanyol i en francès, i va obrir una secció de papereria. Malgrat tot, Vicens va decidir traspassar el negoci el 1933, al no aconseguir vendre la llibreria, la gestió real de la qual va quedar en mans de Georgette Rucar, cunyada de Luis Buñuel. Pensionat per la Junta d'Ampliació d'Estudis, passà uns mesos a Anglaterra i Estats Units ampliant els seus estudis de Biblioteconomia, que seran determinants quan presentà la seva tesi sobre les biblioteques modernes al juny de 1936.
Sabotejat el projecte de les Missions Pedagògiques després de la irrupció de la CEDA al govern de la República i les seves conseqüències en el denominat Bienni Negre, i recuperada l'acció cultural amb la victòria del Front Popular el 1936, Vicens de la Llave, en aquells moments actiu militant comunista, es va integrar en el conjunt d'activitats del Comitè Nacional de Cultura Popular. En aquest període, la gestió de Vicens va córrer paral·lela a la d'altres col·legues com María Moliner, Antonio Rodríguez-Moñino, Tomás Navarro Tomás i Teresa Andrés Zamora.
Al finalitzar la Guerra Civil espanyola, i després de la definitiva victòria del bàndol nacional, Vicens va partir cap a l'exili. Depurat i inhabilitat a Espanya, en el seu exili mexicà va compaginar l'activitat en el partit comunista, amb diversos projectes de biblioteconomia, des del seu lloc a l'Escuela Nacional de Bibliotecarios y Archivistas (ENBA), on va ingressar el 1945.
Va morir a l'edat de 63 anys.

## Instruccions d'ús
| «                                                                                 | Los libros deben ser tratados no sólo con esmero, sino con cariño, porque son amigos que nos proporcionan placer y enseñanza. Hay que hacer que los libros duren, para que otros obtengan con su lectura la misma alegría y el mismo deleite que nosotros hemos tenido. La encuadernación conserva el libro y muchas veces es, además, bonita. Por esto debe procurarse que no se estropee. Se envían pliegos de papel fuerte para que, el que lo sepa hacer, enseñe a forrar con esmero los libros. El forro es como la blusa de trabajo, que conserva y guarda limpio el traje». Cuando acabes tu trabajo, lávate las manos y coge el libro que has pedido en la Biblioteca. Busca un sitio tranquilo y lee. Recordarás siempre con placer estos ratos. Guarda luego el libro cuidadosamente hasta que puedas volver a seguir leyendo. Procura que, al devolver el libro, ya leído, esté tan limpio como cuando te lo entregaron.¡Buena idea se tendrá de un pueblo donde los libros se leen mucho y se conservan limpios y cuidados! | » |
| — Juan Vicens de la Llave (1931), Servicio de Bibliotecas de Misiones Pedagógicas | |   |

## Obres
- L'Espagne vivante. Le peuple à la conquête de la culture' (París, 1938)
- Cómo organizar bibliotecas (México, 1942)
- Manual del catálogo-diccionario (México, 1942)